# Corona de Tucson
Corona de Tucson – jednostka osadnicza w Stanach Zjednoczonych, w stanie Arizona, w hrabstwie Pima.